# Påskupploppen i Sverige 2022
Påskupploppen i Sverige 2022, även påskkravallerna och korankravallerna, var en serie upplopp som bröt ut i flera olika städer i Sverige under april 2022. Detta i anslutning till att ordföranden för partiet Stram Kurs, Rasmus Paludan, planerat ett flertal demonstrationer på olika platser i Sverige under påsken, som sammanföll med den muslimska fastemånaden ramadan, för att bränna islams heliga skrift Koranen. Upploppen har av svensk polis beskrivits som angrepp inte bara riktade mot polisen utan även mot demokratin.
300 poliser rapporterade skador efter upploppen, medan 14 civila identifierades som skadade till följd av upploppen.
Upploppen gav bränsle åt samhällsdebatten mellan å ena sidan de som försvarade yttrandefriheten eller menade att svensk grundlag inte ska ändras till följd av våld eller hot om våld, och å andra sidan de som menade att det är rimligt att samhället inte i alla lägen tolererar åsiktsuttryck vars syfte är att provocera eller häda. Även åsikter om att hädelse skulle kriminaliseras som hets mot folkgrupp framfördes. Upploppen resulterade också i en särskild debatt i riksdagen. 

## Bakgrund
Den danskfödde politikern, advokaten och opinionsbildaren Rasmus Paludan hade tidigare bränt koraner i Danmark i demonstrationssyfte. Han hade också försökt anordna koranbränningar i andra länder, men vägrats inresa i Tyskland och Frankrike, där han sågs som en säkerhetsrisk. I augusti 2020 ansökte Paludan tillsammans med Dan Park om tillstånd för en islamkritisk manifestation i Malmö där en koran skulle brännas. Myndigheterna nekade dock tillstånd för demonstrationen av säkerhetsskäl. Sympatisörer till Park och Paludan brände ändå en koran och senare samma dag och efterföljande natt uppstod kravaller i Malmö i samband med en motdemonstration. Själv stoppades Paludan på Öresundsbron från att resa in i Sverige och han förbjöds att resa in i Sverige under två år. Han ansökte därefter om medborgarskapsförklaring eftersom hans ena förälder är svensk medborgare. Migrationsverket förklarade att han sedan den 1 juni 1989 varit svensk medborgare. Därmed upphörde det tidigare utfärdade inreseförbudet.
I april 2022 sökte Paludan tillstånd för flera möten i vilka eldning av koranen skulle förekomma. Det uttalade syftet var att protestera mot den svenska regeringens misslyckade integration av invandrare som inte accepterar svensk lag och att kritisera islam i Sverige.

## Händelseförlopp
De våldsamma upploppen utspelade sig under tiden 14 april 2022 till 17 april 2022. Torsdagen den 14 april inleddes med att Paludan brände en koran på ett torg på Råslätt i Jönköping, vilket inte orsakade någon orolighet. Senare på dagen var en manifestation planerad i Skäggetorp i Linköping, vilken dock aldrig ägde rum eftersom polisen frihetsberövade Paludan med motiveringen att han skapade upplopp. Men ett antal människor hade samlats och det utvecklades till ett våldsamt upplopp. Flera poliser skadas och polisen tvingades lämna området. I Navestad i Norrköping samma dag blev det våldsamma upplopp och även här utan att någon koranbränning ägde rum. Även här skadas flera poliser och utsätts för stenkastning och polisfordon sätts i brand.
I Rinkeby den 15 april uppstod våldsamheter och poliser utsattes för bland annat stenkastning.
I Örebro planerade Paludan att bränna en koran, den 15 april, vilket orsakade ett våldsamt upplopp i Sveaparken, där ett flertal personer skadades, 71 poliser skadades, varav 50 så allvarligt de behövde söka vård, tre polishundar skadades och åtta polisbilar skadades svårt varav flera sattes i brand. Därutöver kapades en polisbil av maskerade män.
Den 16 april var en sammankomst planerad till Landskrona men den flyttades av polisen till Malmö. På båda platserna utbröt våldsamheter där bland annat flera bilar sattes i brand och sten kastades mot poliser.
Den 17 april utbröt återigen oroligheter ut i Skäggetorp och Navestad efter att Paludan meddelat han planerat en ny koranbränning, där han dock aldrig dök upp.
I både Linköping och Norrköping hade upprorsmakarna i förväg kommunicerat via sociala medier och hade förberett sig genom att dyrkat upp gatsten innan polisen anlände, även barn och mammor deltog sedan i stenkastning.
300 poliser uppges skadas under kravallerna, varav sexton så allvarligt de blev sjukskrivna. Minst 14 civila skadades samt fler än 20 fordon förstördes.

## Reaktioner
Statsminister Magdalena Andersson fördömde kraftigt det våld som riktades mot polis och allmänhet, och kallade Paludan för en högerextrem provokatör som står för ett hatbudskap. Hon yttrade samtidigt ett försvar för yttrandefriheten.
| ”                                       | I Sverige får man uttrycka sina åsikter, smakliga som osmakliga, det är en del av vår demokrati. Oavsett vad man tycker så får man aldrig ta till våld. Det kommer vi aldrig acceptera. | „ |
| – Magdalena Andersson den 15 april 2022 | |   |

Den politiska oppositionen uttalade kritik mot regeringen som de anser bär ansvar för våldet. Rikspolischef Anders Thornberg kallade polisens insats: "Ett misslyckande att inte kunnat förutse det organiserade besinningslösa våldet".
Rikspolischefen uppgav tidigt att deltagarna i kravallerna bestod av gängkriminella. Denna bild visade sig sedermera inte överensstämma med verkligheten. Runt hälften av dem som deltog i de våldsamma kravallerna identifierades av polisen var tidigare ostraffade. Dessutom deltog båda kvinnor och barn i våldsamheterna.
Kravallerna uppmärksammades av media i många länder. Från islamistiska länder kom kraftiga fördömande att Paludan tillåtis hålla en manifestation med koranbränning inkluderande Iran, Irak, Indonesien, Pakistan, Förenade Arabemiraten och Saudiarabien. Protester utanför Sveriges ambassad i Teheran i Iran förekom. En diplomat från Kina, Wang Wenbin, uttryckte att yttrandefrihet inte kan accepteras tillåta diskriminering som splittrar ett samhälle och påbjöd svenska regeringen att respektera minoriteters religioner.
KD:s partiledare Ebba Busch gav upphov till en omfattande samhällsdebatt när hon ifrågasatte varför polisen drog sig undan under upploppen, istället för att upprätthålla våldsmonopolet genom att exempelvis låta polisen skjuta skarpt.

## Följder
Paludan ansökte om tillstånd för en ny sammankomst i Borås den 29 april, vilken avslogs av polisen i Polisregion Väst, med hänsyn till de allvarliga ordningsstörningar som inträffade under påskhelgen. Även ansökan om manifestationer i Örebro och Trollhättan den 30 april avslogs, dock i de fallen med skälet att ansökan kommit in för sent. Likaså blev det avslag på ansökan om manifestation i Stockholm och Uppsala den 1 maj, där motiveringen var av "hänsyn till hot- och riskbedömning och tidigare händelser under påskhelgen i Stockholm och övriga regioner". Trots att Paludan nekats demonstrationstillstånd den 1 maj genomförde han manifestationer på flera platser i Stockholm, samt försökte senare samma dag manifestera utanför Uppsala moské. Han avvek dock från moskén efter att han blivit attackerad av ett flertal personer. Paludan överklagade de nekade demontrationstillstånden till förvaltningsrätten som gav honom rätt då polisen inte anvisat alternativ plats för demonstrationen. Därefter gav polisen tillstånd för demonstrationer i maj i Göteborg, Trollhättan och Borås. Paludan har därefter demonstrerat på flera platser men utan att större oroligheter inträffat.

### Polisens internutredning
Den 25 april 2022 uppdrog rikspolischefen åt chefen för NOA att utreda och utvärdera Polismyndighetens arbete med folksamlingar samt myndighetens hantering av ordningsstörningarna under påsken 2022. Gunnar Karlson, tidigare chef för den militära underrättelsetjänsten, utsågs av chefen för NOA till oberoende utredare. Resultatet av utvärderingen presenterades i form av en rapport i december 2022. Utredningen konstaterade att poliserna som deltog i insatsen mot påskkravallerna var för få och att flera saknade rätt kompetens. I rapporten pekades även på brister i polisens ledning och förmågan att ta lärdom av tidigare upplopp. Utredaren konstaterade bland annat att tidigare utredningar efter upplopp, bland annat i Husby 2013, Rinkeby 2017 samt Malmö och Stockholm 2020, levererat motsvarande förslag till åtgärder som i den förevarande, men att åtgärderna aldrig genomförts. Dessutom kritiserades bristen på en plan B för att hantera en sämre utveckling än förväntat, vilket resulterade i att polisen på plats tvingades improvisera "mer än vad som borde vara nödvändigt".
Utredaren fann att de våldsamma upploppen som huvudregel saknade organisering, att våldet var tydligt riktat mot polisen och att en övervägande del av aktörerna var unga män som bodde i eller närheten till de aktuella områdena, men att även barn och män och kvinnor i olika åldrar deltog i de våldsamma upploppen. Få individer hade direkta kopplingar till grov organiserad brottslighet eller våldsbejakande extremism.

### Domar
Efter polisutredningar skedde ett antal häktningar. Den 2 maj häktades de första fyra för upploppen i Örebro. 27 maj 2022 föll den första domen mot en av de som deltagit i upploppen. 
Upploppet i Rinkeby resulterade 27 maj 2022 i en dom där en 34-årig man, medborgare i Tadzjikistan, tidigare ostraffad men med utvisningsbeslut mot sig, dömdes till sex månaders fängelse för våldsamt upplopp och försök till våld mot tjänsteman. Den 9 maj 2023 dömde hovrätten fem personer för våldsamt upplopp.
Upploppen i Sveaparken i Örebro hade fram till 26 juni 2024 resulterat i att 150 personer dömts till 321 års fängelse
Upploppen Linköping 17 april och i Navestad i Norrköping hade i mars 2024 rsulterat i att 60 personer dömts till 129 fängleseår.
Upploppet i Malmö 16 april resulterade i april 2023 i att fem ungdomar dömdes till ungdomsvård/ungdomstjänst för bland annat grovt sabotage mot blåljusverksamhet, 30 juni dömdes ytterligare åtta personer, sex män dömdes i augusti,  18 oktober 2023 fyra, i mars 2024  sex, i juni 2024  tre samt i oktober 2024 ytterligare fem.

### Kostnader
Som en följd av upploppen drabbades polismyndigheten, kommuner och fastighetsägare av stora kostnader. I Malmö stad har skadegörelsen beräknats till 34 miljoner kronor. Kostnaden för skattebetalarna efter upploppen i Sveaparken i Örebro har beräknats till över 20 miljoner kronor, varav 14 miljoner kronor gått till arvoden till offentliga försvarare för de åtalade. Själva polisinsatsen på plats i Sveaparken kostade 800 000 kronor, medan kostnaden för förstörd polismateriel uppgick till 3,5 miljoner och återställning av skador i parken kostade 600 000 kronor. 20 polisfordon med ett inköpspris på 750 000 kronor styck förstördes, uppgående till totalt 15 miljoner i anskaffningskostnad.